# Joe the Plumber
Samuel Joseph Wurzelbacher [ˈwɜrtsəlbɑːkər], född 3 december 1973 i Toledo, Ohio, död 27 augusti 2023 i Campbellsport i Fond du Lac County, Wisconsin, var en amerikansk man från Ohio som fick stor uppmärksamhet under presidentvalrörelsen i USA 2008. Som anställd på en vvs-firma fick han smeknamnet ”Joe the Plumber” (plumber betyder ’vvs-montör’, ’rörmokare’ på engelska) efter att han filmats när han ifrågasatte den demokratiske presidentkandidaten Barack Obamas skattepolitik gällande småföretag under dennes valkampanj i Ohio. Republikanernas kandidat John McCain och hans vicepresidentkandidat Sarah Palin använde sig senare av ”Joe the Plumber” som en metafor för medelklassen i USA. Efter valet gav han ut en bok om sina erfarenheter och framträdde som talare och kommentator.

## Biografi

### Mötet med Barack Obama
Den 12 oktober 2008, tre dagar innan den sista debatten mellan presidentkandidaterna, pratade Obama med boende i Wurzelbachers område i Ohio. Wurzelbacher, som lekte med sin son vid tidpunkten, frågade Obama om hans skattepolitik. I konversationen, som spelades in av ABC News kameraman Scott Shulman, hävdade Wurzelbacher att Obamas planerade skatteförändringar skulle stå i strid med den amerikanska drömmen. Han sade: ”Jag håller på att köpa en firma som omsätter 250 till 280 tusen dollar per år. Jag kommer att få betala mer i skatt med er nya skatteplan, eller hur?”
Obama svarade med att förklara hur hans politik skulle påverka ett småföretag av den storleken: ”Om du är småföretagare, vilket du kan betecknas som, skulle du framförallt få 50 procents skattekredit och så skulle du få skattereducering för dina sjukvårdskostnader. Så du skulle faktiskt få en skattesänkning på den delen. Om dina intäkter är högre än 250, så från 250 och neråt, kommer din skatt att vara kvar på samma nivå. Det stämmer att, för låt säga 250 och uppåt – från 250 till 300 ungefär – för det som överstiger den summan skulle du öka från 36 till 39 procent, som det var när Bill Clinton var president.”
Han sade också att ”det är inte så att jag vill bestraffa din framgång. Jag vill bara vara säker på att alla de som är efter dig har en chans att lyckas de med. Min inställning är att om ekonomin är bra för folk från nedifrån och uppåt, är den bra för alla. Om du har en rörfirma, kommer det att gå bättre för dig [...] om du har en massa kunder som har råd att anlita dig, och för tillfället har alla det så knapert att företagande är dåligt för alla och jag tycker att när man sprider rikedom, är det bra för alla.”

### Debatten mellan presidentkandidaterna
Under den tredje och sista debatten mellan presidentkandidaterna, den 15 oktober 2008, vid Hofstra University, gjordes många hänsyftningar till ”Joe the Plumber”. John McCain tog ett flertal gånger upp ämnet, och de båda kandidaterna gjorde sedan uttalanden riktade till Wurzelbacher. Som ett resultat av det fokuserades den efterföljande nyhetsrapporteringen på honom.
Efter debatten visade inte Wurzelbacher sitt stöd för någon av kandidaterna. Han uttryckte oro över att Obamas politik vore ett steg närmare socialism.
Obamas vicepresidentkandidat Joe Biden använde argumentet att 98 procent av småföretagen tjänar mindre än 250 000 dollar om året, och därför inte skulle få någon skattehöjning av Obamas förslag. McCain påstod att Wurzelbacher skulle få högre skatt med Obamas skattepolitik.

### Mediaframträdanden under 2008
Wurzelbacher pratade med Katie Couric från CBS Evening News den 15 oktober, kort efter den sista debatten. På frågan om Obamas föreslagna skattetröskel på 250 000 dollar skulle påverka honom svarade han: ”Inte just nu för tillfället, men [...] han tänker göra det nu för folk som tjänar 250 000 dollar om året. När bestämmer han sig för att 100 000 är för mycket [...]? Man har hamnat på ett sluttande plan här. Man röstar på någon som bestämmer att man är rik om man tjänar 250 000 dollar? Eller 100 000 dollar? Jag menar: var kommer det sluta?” Han sade också att ”jag har alltid velat fråga nån av de här killarna och verkligen få in dem i hörnet och få dem att svara på en fråga – för en gångs skull, i stället för att steppa runt den. Och tyvärr ställde jag frågan men det steppas fortfarande [...] nästan lika bra som Sammy Davis Junior”.
Wurzelbacher höll en presskonferens vid sitt hem på morgonen den 16 oktober, dagen efter debatten, under vilken han inte ville uttrycka sitt stöd för någon av kandidaterna. ”Jag talar inte om nåt för nån”, sade han om vilken kandidat han föredrog, och tillade: ”Det är en privatsak. Jag vill att amerikanska folket ska rösta på den de vill rösta på.”
Samma dag var Wurzelbacher med i Your World with Neil Cavuto på Fox News. Neil Cavuto frågade om han var övertygad av Obamas planerade förändringar. Wurzelbacher svarade att han inte var det, och att han snarare blev skrämd när han hörde om dem. Han ansåg att förändringen i grunden var socialistisk.
Under dagen medverkade han också i Good Morning America. Diane Sawyer frågade honom om han tjänade 250 000 dollar nu, men Wurzelbacher skrattade och sade: ”Nej, inte ens i närheten.” Sawyer frågade: ”Och McCain-sidan, somliga har sagt[,] kontaktade de dig och sade att du skulle bli en viktig del i det här och kontaktade de dig före sammanträffandet med senator Obama?”, på vilket Wurzelbacher genmälde: ”O nej, nej, ingen har kontaktat mig i fråga om att jag skulle vara med på en debatt eller om att använda mitt namn. Nej. Jag har blivit kontaktad av dem och blivit ombedd att dyka upp på ett valmöte. Men förutom det, nej. Jag bara råkade vara där och Barack Obama råkade dyka upp.”
Den 2 november var Wurzelbacher ånyo med i Your World with Neil Cavuto, där han uttryckte sin oro över att Barack Obama skulle gå vidare och slutligen höja hans skatter. Han ifrågasatte även Obamas patriotism: ”det finns för många frågetecken om Barack Obama och hans trohet till vårt land.”

### Omnämnande i valkampanjen
Den 18 oktober berättade McCain under en valkampanj i Melbourne, Florida att han hade talat med Wurzelbacher i telefon för första gången den 17 oktober. McCain sade: ”Han är fin kille, stolt över sin farfar som tjänstgjorde i USA:s marinkår. Vi ska kämpa för Joe, mina vänner, vi ska kämpa för honom. Frågan Joe ställde om vår ekonomi är viktig, eftersom senator Obamas plan skulle komma att höja skatten för småföretag som anställer 16 miljoner amerikaner. Med senator Obamas plan kommer de jobben att försvinna just nu när vi behöver skapa fler jobb. Min plan kommer att skapa jobb, och det är vad Amerika behöver.”
Steve Schmidt, som var strateg för John McCains presidentvalskampanj 2008, sade att McCains strategi i slutet av kampanjen var baserad på skillnaderna mellan hans och Obamas ekonomiska politik, vilket man fortsatte att framhäva under händelseförloppet med Joe the Plumber.
Efter den sista debatten upprepade McCain och hans vicepresidentkandidat Sarah Palin i sina tal ofta att ”Joe the Plumber” skulle ha fått betala högre skatt med Obamas och Bidens politik, men enligt skatteanalytiker skulle varken Wurzelbacher eller företaget han arbetar för få betala mer i skatt under deras regler. Obamas slagord ”spread the wealth around” (’sprid rikedomen’) användes senare av McCains kampanj, som jämförde Demokraternas politik med socialism. McCain sade: ”Han [Obama] vill att staten ska ta Joes pengar och ge dem till nån annan”. Obama svarade under en demonstration den 24 oktober, att ”Han [McCain] kämpar inte för rörmokar-Joe. Han kämpar för börsmäklar-Joe [...] Han tycker om att prata om rörmokar-Joe men han sitter i samma båt som vd-Joe.” Sedan förde Obama fram ett förslag till en skattesänkning för medelklassen och bad de i publiken som tjänade mindre än 250 000 dollar om året att räcka upp handen, varpå nästan alla de 13 000 personerna räckte upp sin hand.
Medarbetare i McCains valkampanj meddelade den 24 oktober att de skulle lägga mycket pengar på en ny reklamkampanj i tv, där de skulle åberopa Wurzelbachers smeknamn. I reklamfilmenen skulle ”flera olika personer se in i kameran och säga ’Jag är Joe the Plumber’. En man anklagar Obama för att vilja använda hans ’slit för att betala nya statliga utgifterna på biljontals dollar.’” McCain gjorde även andra reklaminslag på temat.

### Framträdanden med John McCain
Den 30 oktober, gjorde Wurzelbacher framträdanden tillsammans med McCain, under hans valkampanj i Sandusky, Elyria och Mentor. I Sandusky anklagade McCain Obamas kampanj för att ha angripit Wurzelbacher, och i Mentor fick Wurzelbacher möjlighet att tala till publiken, och sade då, att väljarna själva skulle ta reda på fakta och information om kandidaterna. ”När man väl tagit reda fakta, är det ganska uppenbart”, sade Wurzelbacher samtidigt som han pekade på McCain.
Tidigare under dagen, vid en demonstration i Defiance, Ohio, trodde McCain att Wurzelbacher fanns i publiken, och bad honom ställa sig upp. När han förstod att Joe inte var på plats, avbröt han tystnaden genom att uppmana hela publiken att ställa sig upp, och fortsatte med orden: ”Ni är alla Joe the Plumber.”

### Politiska ambitioner
Efter att Wurzelbacher hade träffat Barack Obama startades, genom webbplatsen joewurzelbacher2010.com, en kampanj för att få honom att ställa upp i valet till USA:s representanthus 2010. Washington Times och Boston Herald rapporterade att kampanjens mål var att få honom att kandidera mot republikanen Marcy Kaptur i Ohios nionde kongressdistrikt, om inte Kaptur istället skulle välja att kandidera till platsen i Senaten som George Voinovich lämnat. Webbplatsen skapades av Trevor Lair (den nuvarande ordföranden för Massachusetts College Republicans), Derek Khanna, och Massachusetts Alliance of College Republicans. Webbplatsen uppmanade besökarna att skriva på en namninsamling som stöd för Wurzelbachers kandidatur. Laura Ingraham frågade Wurzelbacher den 24 oktober 2008, om han kunde tänka sig att ställa upp emot Kaptur; han svarade att han hade funderat på det och att han kunde tänka sig det. I en intervju med WorldNetDaily som gjordes 2009 antydde dock Wurzelbacher att han inte längre var intresserad, och tillade, att han hade ”talat med Gud om saken och han var typ, ’Nej’”. Wurzelbacher valde också till slut att inte kandidera och Kaptur utmanades istället av Rich Iott.

### Egna kontroverser
Angående det han påstod till Barack Obama, att han avsåg köpa den vvs-firma han var anställd av, uppgav Wurzelbacher senare att köpet hade diskuterats under hans anställningsintervju sex år tidigare. Enligt MSNBC och Fox News, visar rättegångsdokument att Wurzelbacher tjänade 40 000 dollar år 2006. Dun & Bradstreets rapport uppskattade att A. W. Newell Corporation, som firman heter, omsatte 510 000 dollar per år och hade åtta anställda.
I samband med rapporteringen om McCains användning av ”Joe the Plumber”, kontrollerade flera nyhetsmedia upp hans kvalifikationer som rörmontör. I en artikel i Toledo Blade skrev: ”Herr Wurzelbacher säger att han arbetar under Al Newells licens, men enligt Ohios byggnadsförordningar, måste han upprätthålla en egen licens för att få utföra vvs-arbeten. Han är heller inte registrerad som vvs-montör i Ohio, vilket betyder att han inte är rörmokare. [---] Herr Joseph (lokal fackombudsman) säger att herr Wurzelbacher bara kan arbeta legalt i township (landsortskommuner), men inte i en [stads]kommun i Lucas County eller någon annanstans i landet.” Wurzelbacher har senare uppgett att han inte längre är anställd av Newell.
ABC News rapporterade den 16 oktober 2008 att det fanns ett domstolsbeslut mot honom om retentionsrätt för utebliven inbetalning av hans skatteskuld om 1 182 dollar från januari 2007, men att ”inga åtgärder vidtagits förutom att registrera retentionsrättsbeslutet”. Barb Losie, biträdande notarie vid tingsrätten i Lucas County, sade, att ”med 99 procents säkerhet vet han [Wurzelbacher] inte om retentionsrättsbeslutet, såvida han inte begärt en kreditupplysning eller varit ivrig att betala sin skatt.” I tv-programmet Hannity & Colmes sade Wurzelbacher, att han inte kände till detta innan han fick veta det genom nyheterna, och menade att han angreps på grund av frågan han ställde till Obama.

### Efter valet 2008
Wurzelbacher skrev på ett kontrakt med en pr-byrå gällande hans relation med media, inbegripande ”eventuellt skivkontrakt med ett stort skivbolag, framträdanden och företagssponsring”.
I november 2008 anställdes Wurzelbacher för att göra en serie reklamfilmer för att påminna allmänheten om att byta ut analog television mot digital.
I november 2008 började han också marknadsföra sin bok Joe the Plumber: Fighting for the American Dream. Boken, som han skrivit tillsammans med författaren Thomas Tabback och givits ut av PearlGate Publishing, i Austin, Texas, handlar om Wurzelbachers tankar om amerikanska värderingar. Särskild kritik riktar Wurzelbacher mot John McCain, och hävdar att han inte ville ha honom som Republikanska partiets presidentkandidat. Enligt Toledo Blade, kritiserade Wurzelbacher McCain som kandidat, men stödde honom ändå för att ”Han var det sista hoppet för nån slags konservativ kapitalism i det här landet för åtminstone de närmaste fyra åren.” Den 10 december 2008 rapporterades det att Wurzelbacher också kritiserat McCain för att ha röstat för Emergency Economic Stabilization Act of 2008, ett räddningspaket för USA:s banker på 700 miljarder dollar. Vad skattepolitiken anbelangar stöder han inte något av partierna.
I januari 2009 började Wurzelbacher arbeta som föredragshållare och politisk kommentator. Hans första uppgift blev att kommentera stridigheterna mellan IDF och Hamas, med fokus på den israeliska sidan av dem. Den 26 februari talade Wurzelbacher vid Conservative Political Action Conference, där han var moderator för en panel kallad ”conservatism 2.0”. Dagen därpå talade han vid American Tea Partys demonstration i Lafayette Park i Washington. I mars deltog han i två konferenser i Milwaukee, där han först talade för Conservative Young Professionals of Milwaukee, och sedan Defending the American Dream Summit.
 Den 15 april talade han vid Michigan Tax Day Tea Party i Lansing.
 Den 6 maj 2009 var Wurzelbacher med i en valkampanjtilldragelse för Steve Lonegan, en guvernörskandidat i New Jersey. I maj 2009 skrev tidskriften Time att Wurzelbacher skulle lämna det Republikanska partiet. Den 19 september talade han vid Tea Party-protesten i Veteran’s Park i Milwaukee.
Den 13 februari 2010 deltog Wurzelbacher i ett politiskt evenemang för guvernörskandidaten Sam Rohrer i Pennsylvania. Efter det talade han med en reporter varvid han sade att ”McCain försökte utnyttja mig” och att ”han har verkligen förstört mitt liv”.

### Kontroversen om databassökningar i Ohio
Under presidentvalskampanjen 2008 beordrade Ohios arbets- och familjeminister Helen Jones-Kelley departementsmedarbetaren Vanessa Niekamp att söka efter information om Joe Wurzelbacher i delstatens register med hjälp av departementets datorer. Den 20 november 2008 anmälde Niekamp händelsen till delstatens revisionsmyndighet. Statliga och lokala tjänstemän inledde en undersökning som drog slutsatsen att de sökningar som gjorts på Wurzelbacher i de statliga databaserna var olämpliga. Den 17 december 2008 avgick Jones-Kelley. För att undvika liknande händelser i framtiden antogs en ny lag som straffbelägger otillbörlig åtkomst av personuppgifter från statliga databaser.
Den 5 mars 2009 lämnade Judicial Watch å Wurzelbachers vägnar in en stämningsansökan till en federal domstol i Columbus, Ohio. I ansökan står det att Jones-Kelley med sina kollegor Fred Williams och Doug Thompson, med avsikt att hämnas på Wurzelbachers kritik mot dåvarande presidentkandidaten Barack Obama, gjort eftersökningar i ”konfidentiella statliga databaser” och därmed kränkt Wurzelbachers grundlagsfästa rättigheter, samt att han genomlidit känslomässig smärta, trakasserier och svårigheter som ett resultat av sökningen. Tom Fitton, ordförande i Judicial Watch, sade: ”ingen amerikan ska bli utredd för att bara ha ställt en fråga till en offentlig befattningshavare”.
Den 14 oktober 2009 rapporterade nyhetstidningen Columbus Dispatch att ”en entreprenör som tidigare arbetat för Ohios polischefsförbund åtalas för att ha sökt igenom myndigheters datorer för att samla konfidentiell information om ’Joe the Plumber’. Ohios trafikpolis säger att [vederbörande] också använt sig av polisens datanätverk den 16 oktober 2008 för att komma åt personuppgifter om Samuel Joseph Wurzelbacher.”

### Familj
Wurzelbacher var gift två gånger. Han fick ett barn i sitt första äktenskap, och tre barn i sitt andra äktenskap med Katie Schanen.
Han fick 2022 diagnosen cancer i bukspottskörteln och avled 2023 i en ålder av 49 år i sitt hem i Campbellsport, Wisconsin.